# Filles-du-Calvaire
Filles-du-Calvaire, även benämnt Notre-Dame du Calvaire, var ett nunnekloster, beläget vid Rue des Filles-du-Calvaire i Paris. Klosterbyggnaden, dess kyrka och övriga byggnader inramades av Rue des Filles-du-Calvaire, Rue Boucherat (dagens Rue de Turenne), Rue du Pont-aux-Choux och Boulevard des Filles-du-Calvaire. 

## Historia
Kapucinen Père Joseph införskaffade Hôtel d'Ardoise, en byggnad i slutet av Rue Vieille-du-Temple för att låta bygga om denna till ett nunnekloster. Nunnorna Filles-du Calvaire, vilka tillhörde benediktinorden, flyttade in år 1633. Den första stenen till klosterets kyrkan lades år 1635 av hertiginnan d'Aiguillon. Klostret stod helt klart år 1637 och invigdes åt Jesu korsfästelse, medan kyrkan konsekrerades år 1650 och helgades åt Kristi förklaring.
Nunneorden Filles-du-Calvaire upplöstes år 1790 under avkristningen under franska revolutionen och klostret och kyrkan såldes som så kallad bien national den 29 september 1796.

## Bilder
| - Klostrets läge på en karta från 1700-talet. - Couvent des Filles-du-Calvaire på Plan de Turgot från år 1739. - Rue des Filles-du-Calvaire. Klostret var beläget till höger i bild. |